# Susmühle
Die Susmühle ist eine ehemalige Wassermühle an der Niers in der heutigen Innenstadt von Goch am Niederrhein.

## Geographie
Die Susmühle hat ihren Standort an der Niers, an der Susbrücke, in der Stadt Goch, Kreis Kleve, in Nordrhein-Westfalen. Die Niers hat hier eine Höhe von ca. 18 m über NN. Die Pflege und Unterhaltung des Gewässers obliegt dem Niersverband, der in Viersen seinen Sitz hat.

## Geschichte
Die Susmühle wurde um das Jahr 1700 herum errichtet. Sie ist die einzig erhaltene historische Wassermühle im Stadtgebiet und lag zu Zeiten der Stadtmauern außerhalb dieser in Sichtweite des Steintores. Bis in das 18. Jahrhundert hinein war die Susmühle lediglich eine Ergänzung der städtischen Lohmühle aus dem Jahr 1523 und wurde damals als „Loo Mühle“ bezeichnet. Schließlich ersetzte sie die eigentliche Lohmühle zur Gänze. In der Folgezeit diente sie auch als Öl- und Kornmühle.
Gegen Ende des 19. Jahrhunderts wurde sie mit einem unterstützenden Dampfantrieb ausgerüstet. Als 1932 der Lauf der Niers begradigt wurde, sank der Wasserspiegel um circa zwei Meter, was den Betrieb als Wassermühle unmöglich machte, da die Mühlräder kein Wasser mehr fassen konnten. Die Mühle wurde daraufhin stillgelegt.
Heute dient die Susmühle als Wohnhaus und steht unter Denkmalschutz. Das historische Mühlrad aus Metall wurde vor einigen Jahren restauriert.

## Denkmalbeschreibung
Die Susmühle ist unter Nr. 12,  Goch, Susbrücke 1, in die Denkmalliste der Stadt Goch eingetragen.

## Galerie

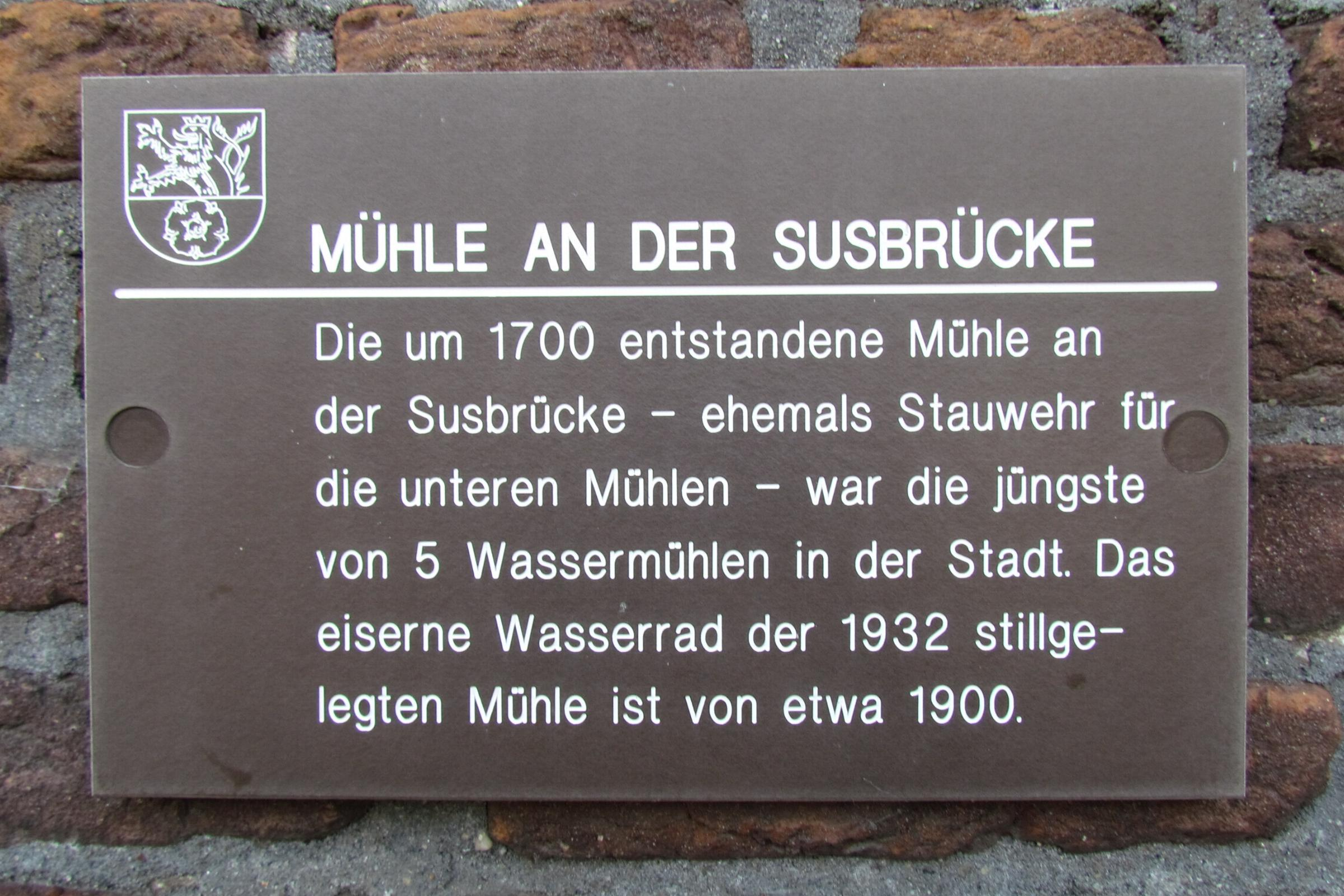
Hinweistafel zur Susmühle
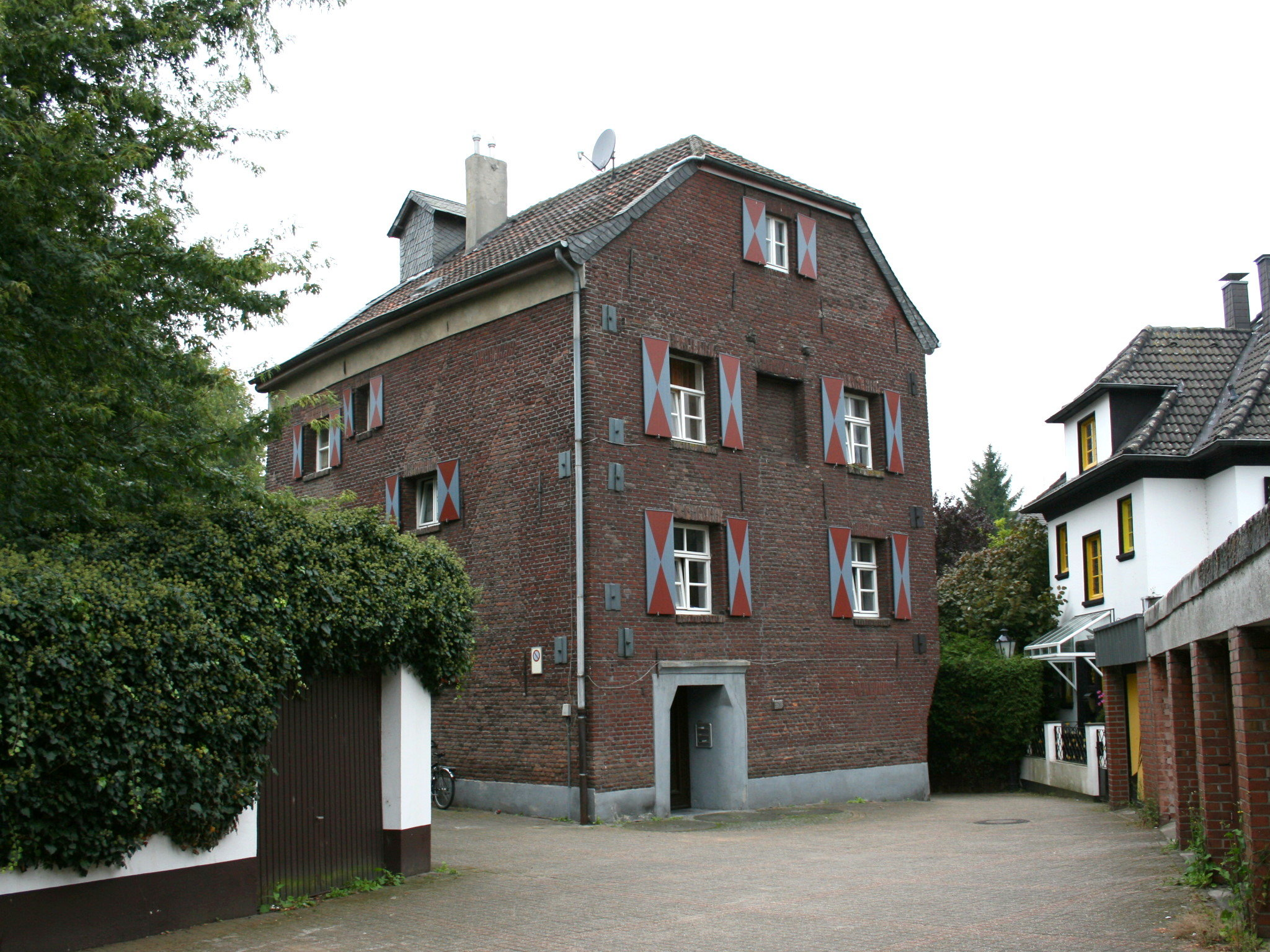
Nordostseite der Susmühle
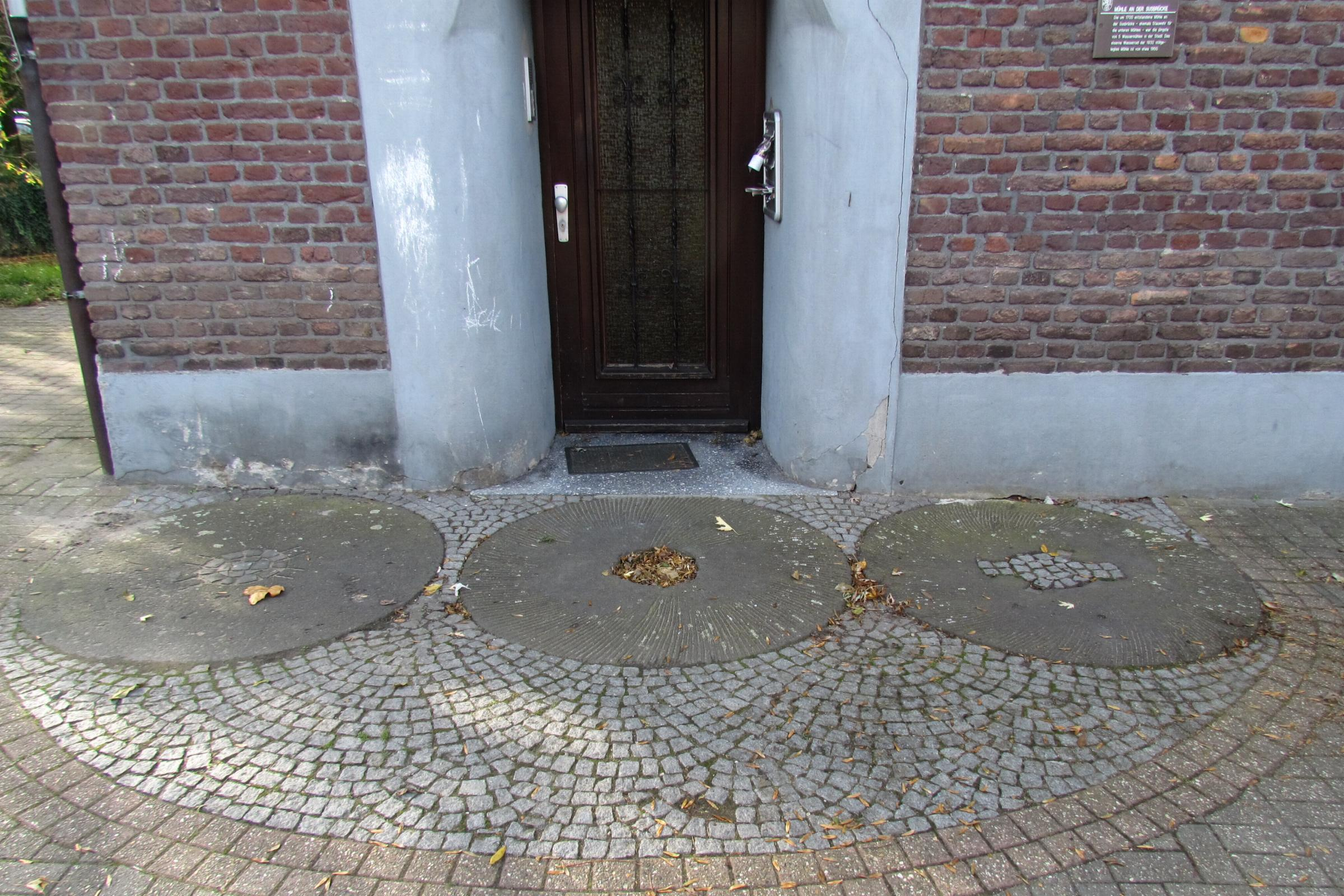
Stumme Zeugen vergangener Zeit
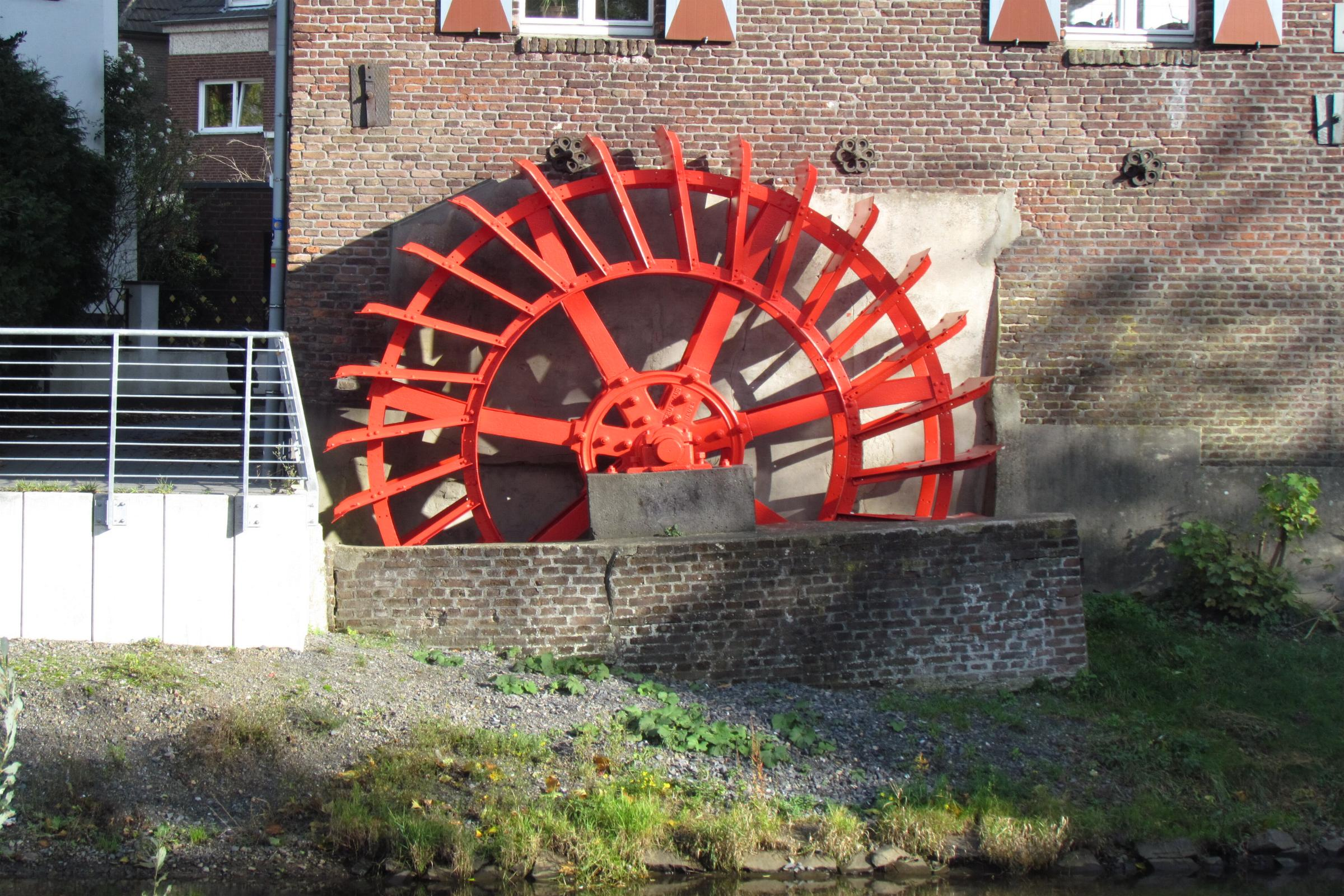
Restauriertes Wasserrad der Susmühle
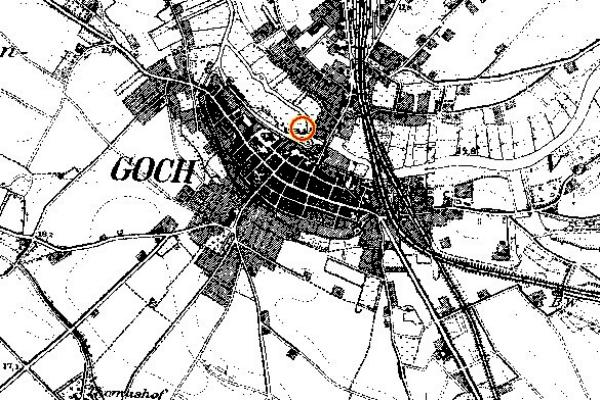
Susmühle auf der Neuaufnahme 1892
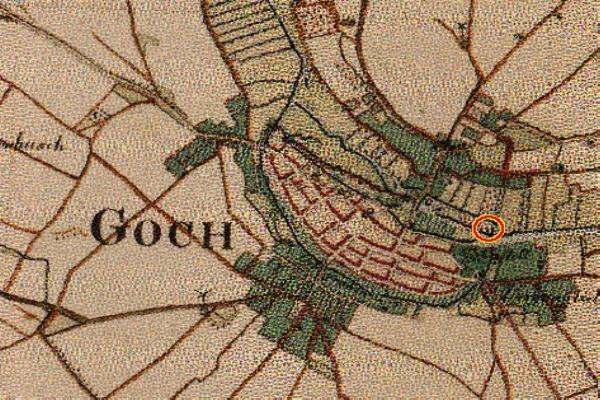
Susmühle auf der Urkatasterkarte 1843
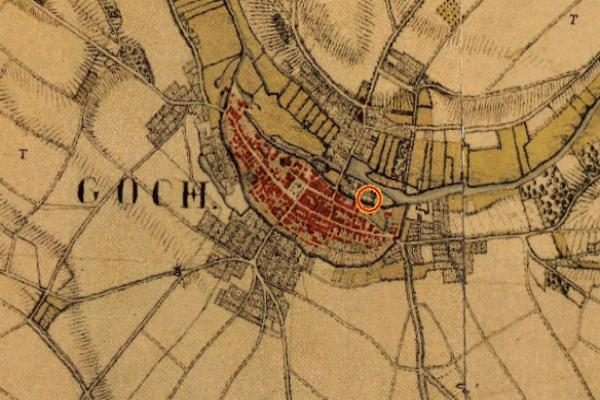
Susmühle auf der Tranchotkarte 1802